# Leonid Kryłow
Leonid Iwanowicz Kryłow (ros. Леонид Иванович Крылов, ur. 14 lipca 1912 w Debalcewem, zm. 7 czerwca 1982 w Moskwie) – radziecki polityk, działacz partyjny.

## Życiorys
Kształcił się w technikum skórzano-obuwniczym, od 1931 członek WKP(b), od września 1931 do lutego 1932 sekretarz komitetu Komsomołu moskiewskiej fabryki obuwniczej im. Kapranowa. Od lutego 1932 do września 1935 zastępca kierownika wydziału rejonowego komitetu Komsomołu w Moskwie, od września 1935 do października 1936 odbywał służbę w Armii Czerwonej, od października 1936 do sierpnia 1937 kierownik Wydziału Zarządzania Organami Komsomolskimi Sowieckiego Komitetu Rejonowego Komsomołu w Moskwie, w sierpniu-wrześniu 1937 sekretarz tego komitetu. Od września 1937 do maja 1938 instruktor odpowiedzialny KC Komsomołu, od maja 1938 do lutego 1939 p.o. I sekretarza, a od lutego 1939 do września 1940 I sekretarz Kalinińskiego Komitetu Obwodowego Komsomołu, od września 1940 do września 1941 kierownik Wydziału Organizacyjnego Komitetu Obwodowego WKP(b) w Kalininie. Jednocześnie od 1939 do czerwca 1941 studiował na Wydziale Historycznym Kalinińskiego Instytutu Nauczycielskiego (ukończył eksternistycznie), od października 1941 do marca 1942 pracował przy Zarządzie Politycznym Frontu Kalinińskiego, od września 1942 do sierpnia 1943 sekretarz Kalinińskiego Komitetu Obwodowego WKP(b) ds. transportu, od sierpnia 1943 do lutego 1944 zastępca sekretarza tego komitetu ds. transportu. Od lutego do sierpnia 1944 kontroler odpowiedzialny Komisji Kontroli Partyjnej przy KC WKP(b), od sierpnia 1944 do maja 1946 pełnomocnik tej komisji na obwód gorkowski (obecnie obwód niżnonowogrodzki), od maja 1946 do 21 kwietnia 1947 pełnomocnik tej komisji na Białoruską SRR, od kwietnia 1947 sekretarz, a od 2 listopada 1948 do marca 1951 I sekretarz Komitetu Obwodowego WKP(b) w Orle. Od kwietnia 1951 do lipca 1952 zastępca kierownika sektora Wydziału Organów Partyjnych, Związkowych i Komsomolskich KC WKP(b), od lipca 1952 do stycznia 1953 kierownik sektora tego wydziału, od stycznia do maja 1953 kierownik Pododdziału Wydziału Organów Partyjnych, Związkowych i Komsomolskich KC KPZR, od maja do października 1953 był w rezerwie Ministerstwa Spraw Zagranicznych ZSRR. Od października 1953 do grudnia 1955 radca Ambasady ZSRR w Bułgarii, od 7 grudnia 1955 do 7 marca 1957 ambasador nadzwyczajny i pełnomocny ZSRR w Albanii, od marca do czerwca 1957 ponownie w rezerwie MSZ ZSRR, od czerwca 1957 zastępca kierownika sektora Wydziału KC KPZR, od 1961 kandydat nauk filozoficznych. Od kwietnia 1961 do listopada 1965 referent Wydziału KC ds. Łączności z Partiami Komunistycznymi i Robotniczymi Państw Socjalistycznych, od listopada 1965 do kwietnia 1968 kierownik sektora Wydziału Informacji KC KPZR, od kwietnia 1968 do stycznia 1971 ekspert-konsultant tego wydziału, od stycznia do września 1971 ponownie kierownik sektora, od września 1971 do września 1978 ponownie ekspert-konsultant, potem na emeryturze.